# Entalkoholisierung
Entalkoholisierung bezeichnet das Entziehen des Alkohols aus zumeist Getränken.

## Verfahren
Die einfache Destillation scheidet als Entalkoholisierungsverfahren bei Getränken aus, da die damit verbundenen hohen Temperaturen die Aromastoffe schädigen und der Geschmack des Getränks verändert wird.
In der Praxis hat sich neben der Umkehrosmose und Dialyse ebenfalls die Vakuumrektifikation durchgesetzt.
Umkehrosmose: Wasser und Alkohol ist es möglich durch die Membran zu diffundieren (Permeat), die restlichen Bestandteile verbleiben vor der Membran (Retentat). Das Permeat wird mit Hilfe von Destillation vom Alkohol befreit und danach wieder mit dem Retentat zusammengeführt. Die Bestandteile des Produkts, die durch erhitzen geschädigt werden könnten, was eine Qualitätsminderung des Weines zur Folge hätte, verbleiben im Retentat und werden so davor geschützt, weshalb vor allem bei diesem Verfahren die Produktqualität erhalten bleibt.
Vakuumrektifikation: Dabei wird durch Absenkung des Luftdrucks der Siedepunkt des Alkohols auf 25–30 °C gebracht (bei circa 15 mbar). Damit werden die Aromastoffe weitgehend geschont.
Beim Wein wird der Alkohol in mehreren Schritten entfernt, am Ende verbleibt zumeist ein Alkoholgehalt von unter 0,25 Vol.-%, so dass er als nach deutscher Rechtslage alkoholfrei bezeichnet werden darf (bis 0,5 Vol.-%). Der Alkoholgehalt entspricht bei dieser Konzentration demjenigen von Fruchtsäften und liegt unter dem von Kefir oder einigen Gebäckarten.
Als Geschmacksträger wird am Ende dem Wein Zucker oder Traubenmost zugeführt. Dies führt zu einer erneuten Alkoholbildung von den nach dem Verfahren erreichten 0,02–0,05 Vol.-% auf die oben genannten 0,1–0,25 Vol.-%.